# Joseph Nasrallah
Monseigneur Joseph Nasrallah, né le 10 octobre 1911 à An-Nabk en Syrie, décédé le 19 novembre 1993 à Damas, est un ecclésiastique syrien, qui fut exarque de l'Église grecque-catholique melkite (Patriarcat Melkite d'Antioche), curé de Saint-Julien-le-Pauvre pendant quarante ans et représentant du patriarche auprès du gouvernement français.
Outre ses tâches d'homme d'Église, il construisit une œuvre scientifique d'inventaires systématiques de manuscrits arabes chrétiens à une monumentale histoire du mouvement littéraire dans l'Église melchite.
Il reçut en 1992 la médaille de vermeil du Prix du rayonnement de la langue et de la littérature françaises pour l'ensemble de ses travaux sur l’Église melchite.

## Ouvrages

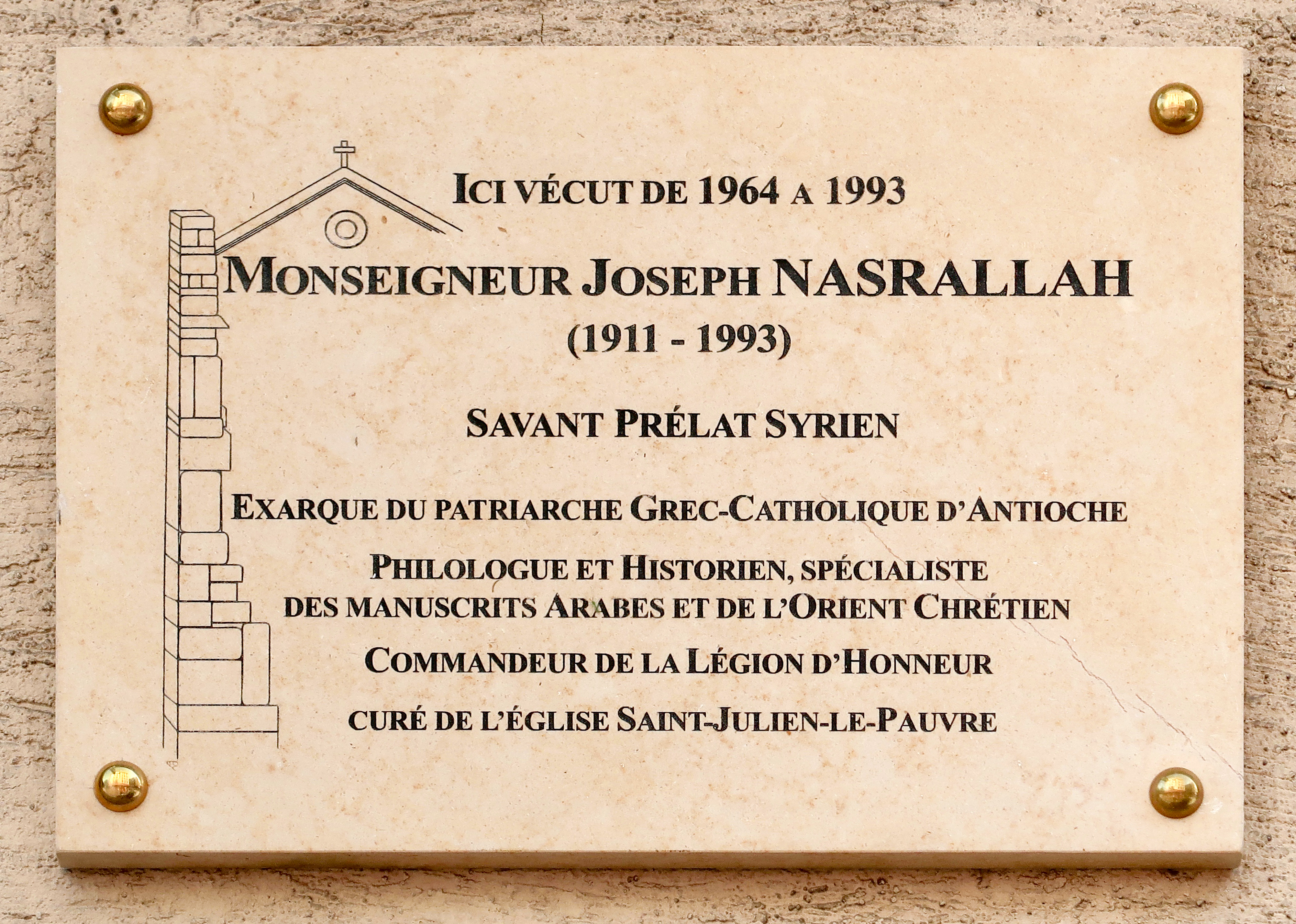
Plaque 79 rue Galande (5e arrondissement de Paris), où il vécut.

- Saint Jean de Damas, son époque, sa vie, son œuvre, 1950
- Marie dans la sainte et divine liturgie byzantine, 1955
- Chronologie des patriarches melchites d'Antioche de 1250 à 1500, 1969[5]
- " Marie dans l'épigraphie, les monuments et l'Art du Patriarcat d'Antioche du IIIe au VIIe siècle ", chez Dar Al-Kalima, Beyrouth
- Histoire du mouvement littéraire dans l'Église melchite du Ve au XXe siècle, en plusieurs volumes